# Grécourt
Grécourt és un municipi francès situat al departament del Somme i a la regió dels Alts de França. L'any 2007 tenia 24 habitants.

## Demografia

### Població

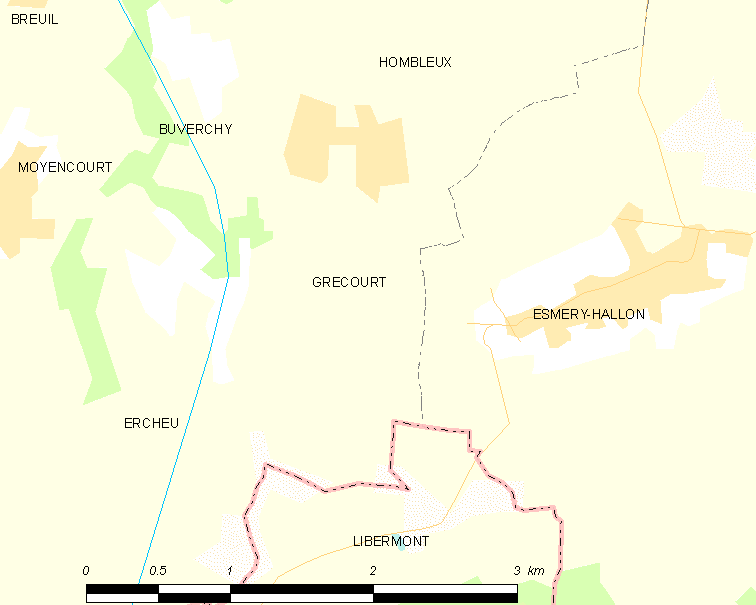

El 2007 la població de fet de Grécourt era de 24 persones. Hi havia 8 famílies de les quals 4 eren parelles sense fills i 4 famílies monoparentals amb fills.

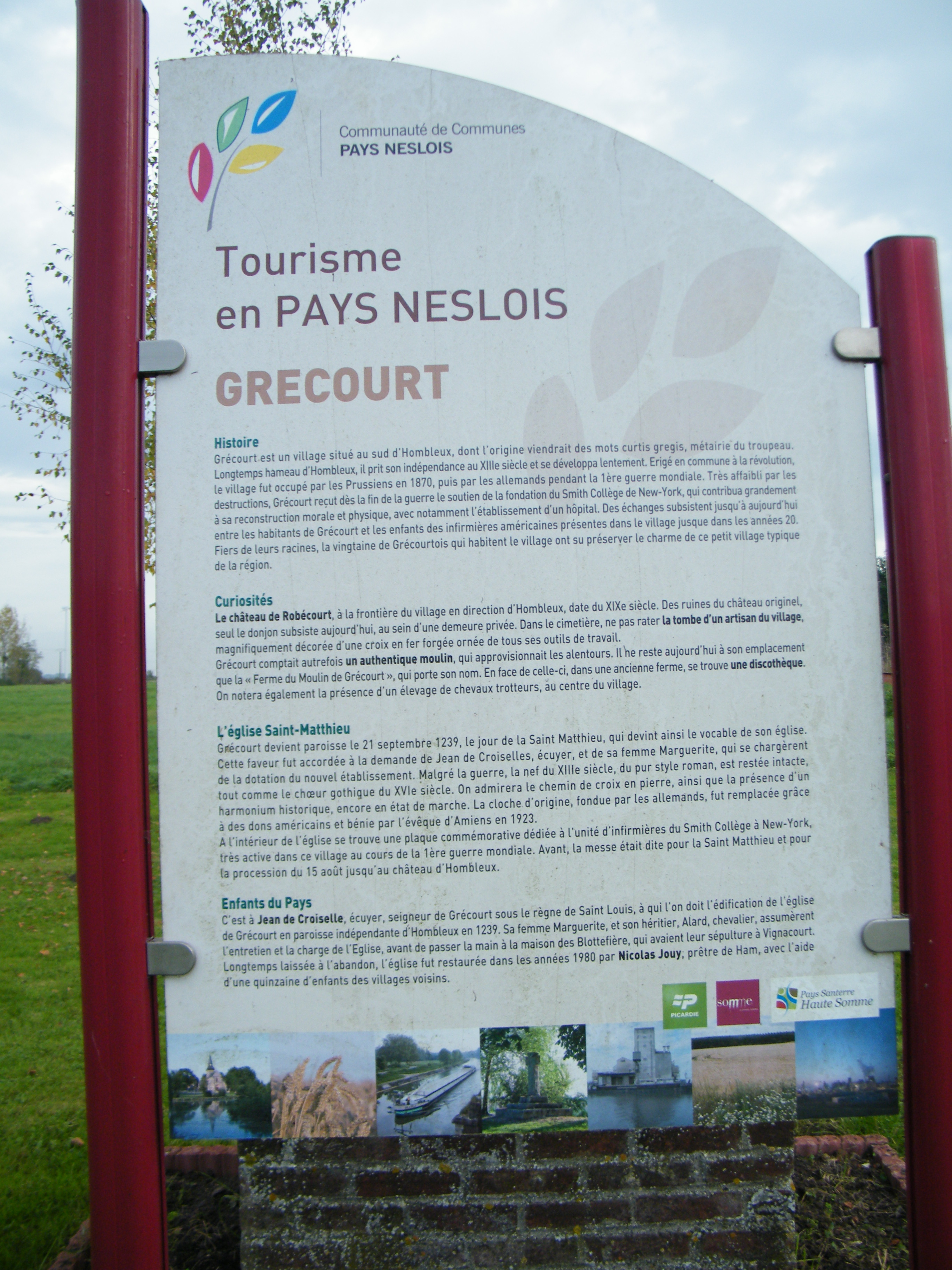

La població ha evolucionat segons el següent gràfic:
Habitants censats

### Habitatges
El 2007 hi havia 11 habitatges, 8 eren l'habitatge principal de la família, 2 eren segones residències i 1 estava desocupat. Tots els 11 habitatges eren cases. Dels 8 habitatges principals, 5 estaven ocupats pels seus propietaris, 2 estaven llogats i ocupats pels llogaters i 1 estava cedit a títol gratuït; 1 tenia tres cambres, 3 en tenien quatre i 4 en tenien cinc o més. 6 habitatges disposaven pel capbaix d'una plaça de pàrquing. A 4 habitatges hi havia un automòbil i a 4 n'hi havia dos o més.

### Piràmide de població
La piràmide de població per edats i sexe el 2009 era:
| Homes | Edats   | Dones |
| ----- | ------- | ----- |
| 0     | 95 o +  | 0     |
| 0     | 90 a 94 | 0     |
| 0     | 85 a 89 | 0     |
| 0     | 80 a 84 | 0     |
| 0     | 75 a 79 | 0     |
| 0     | 70 a 74 | 0     |
| 4     | 65 a 69 | 4     |
| 0     | 60 a 64 | 0     |
| 4     | 55 a 59 | 0     |
| 0     | 50 a 54 | 0     |
| 0     | 45 a 49 | 4     |
| 0     | 40 a 44 | 0     |
| 0     | 35 a 39 | 0     |
| 0     | 30 a 34 | 0     |
| 0     | 25 a 29 | 0     |
| 4     | 20 a 24 | 4     |
| 0     | 15 a 19 | 4     |
| 0     | 10 a 14 | 0     |
| 0     | 5 a 9   | 0     |
| 0     | 0 a 4   | 0     |

## Economia

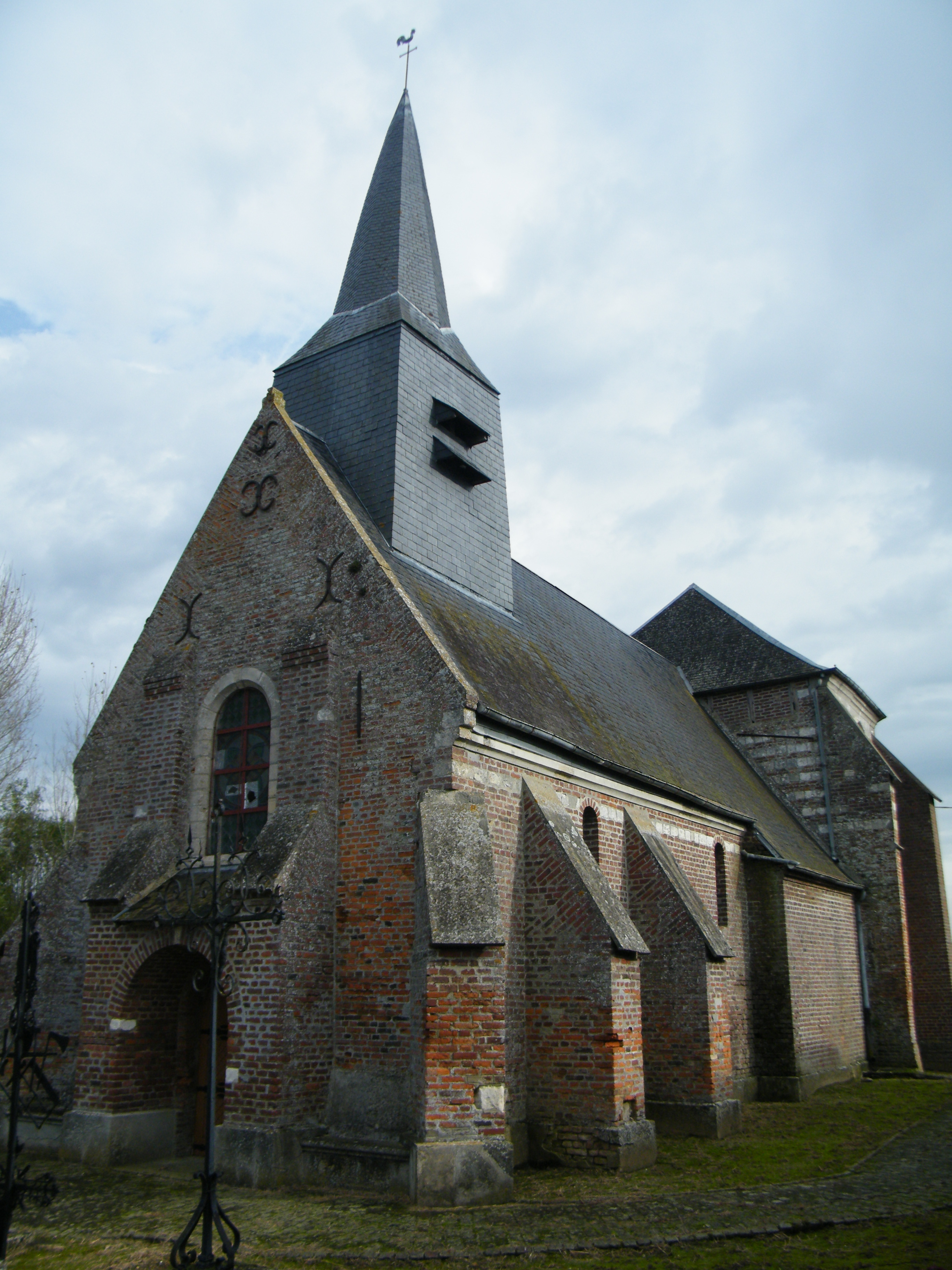

El 2007 la població en edat de treballar era de 18 persones, 15 eren actives i 3 eren inactives. De les 15 persones actives 10 estaven ocupades (6 homes i 4 dones) i 5 estaven aturades (4 homes i 1 dona). De les 3 persones inactives 2 estaven jubilades i 1 estava classificada com a «altres inactius».
Activitats econòmiques
L'únic establiment que hi havia el 2007 era d'una empresa classificada com a «altres activitats de serveis».

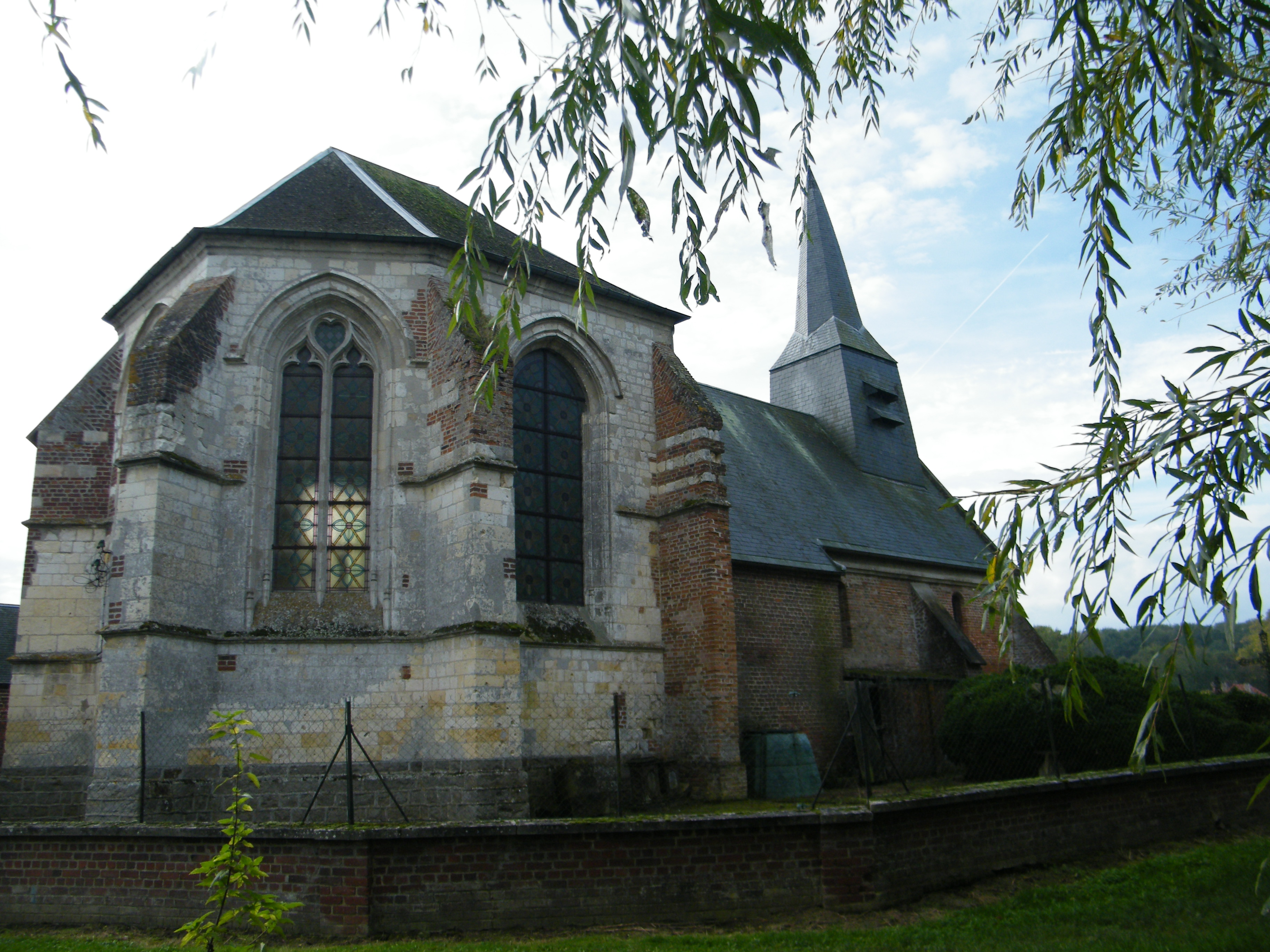

## Poblacions més properes

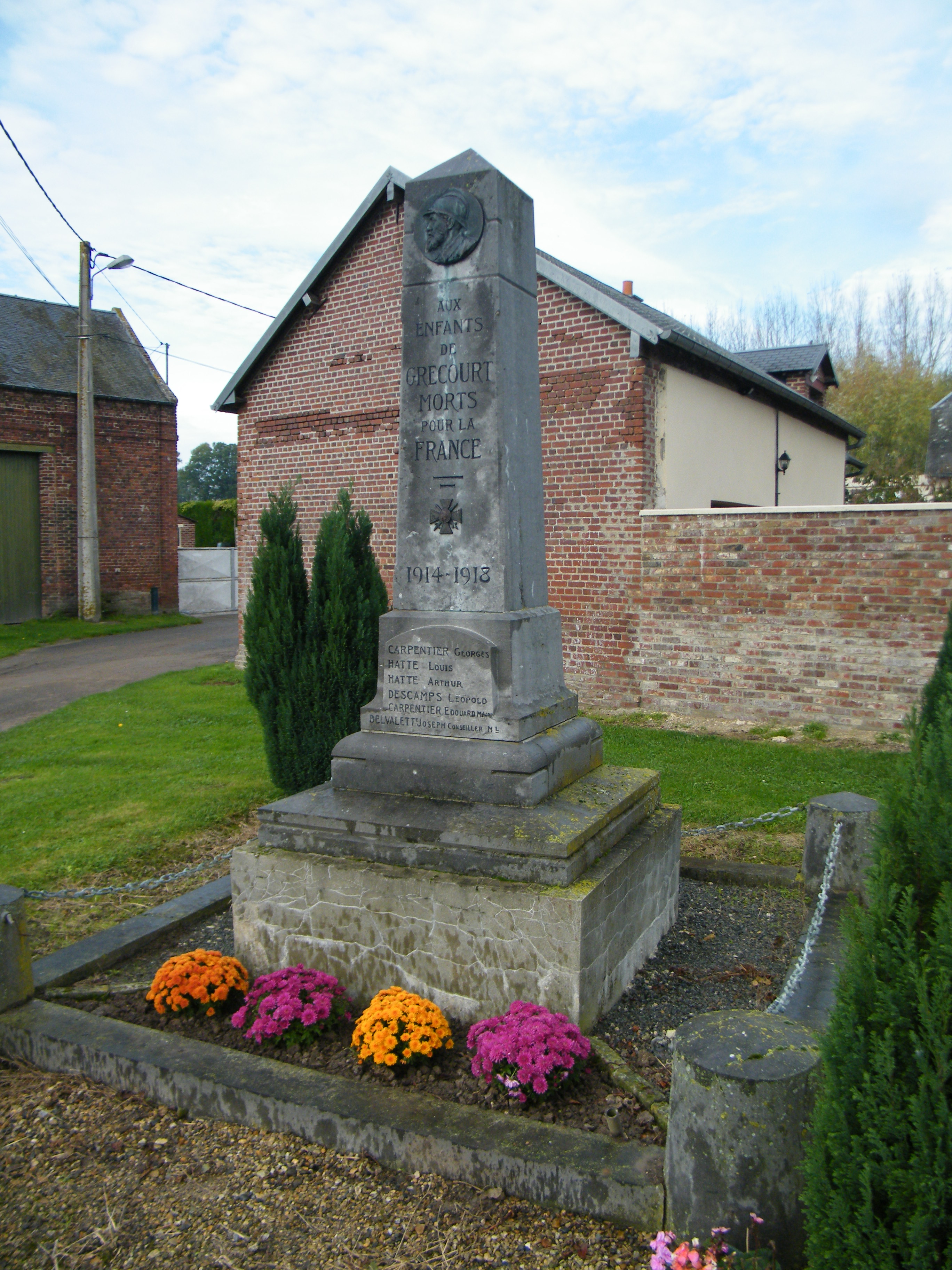

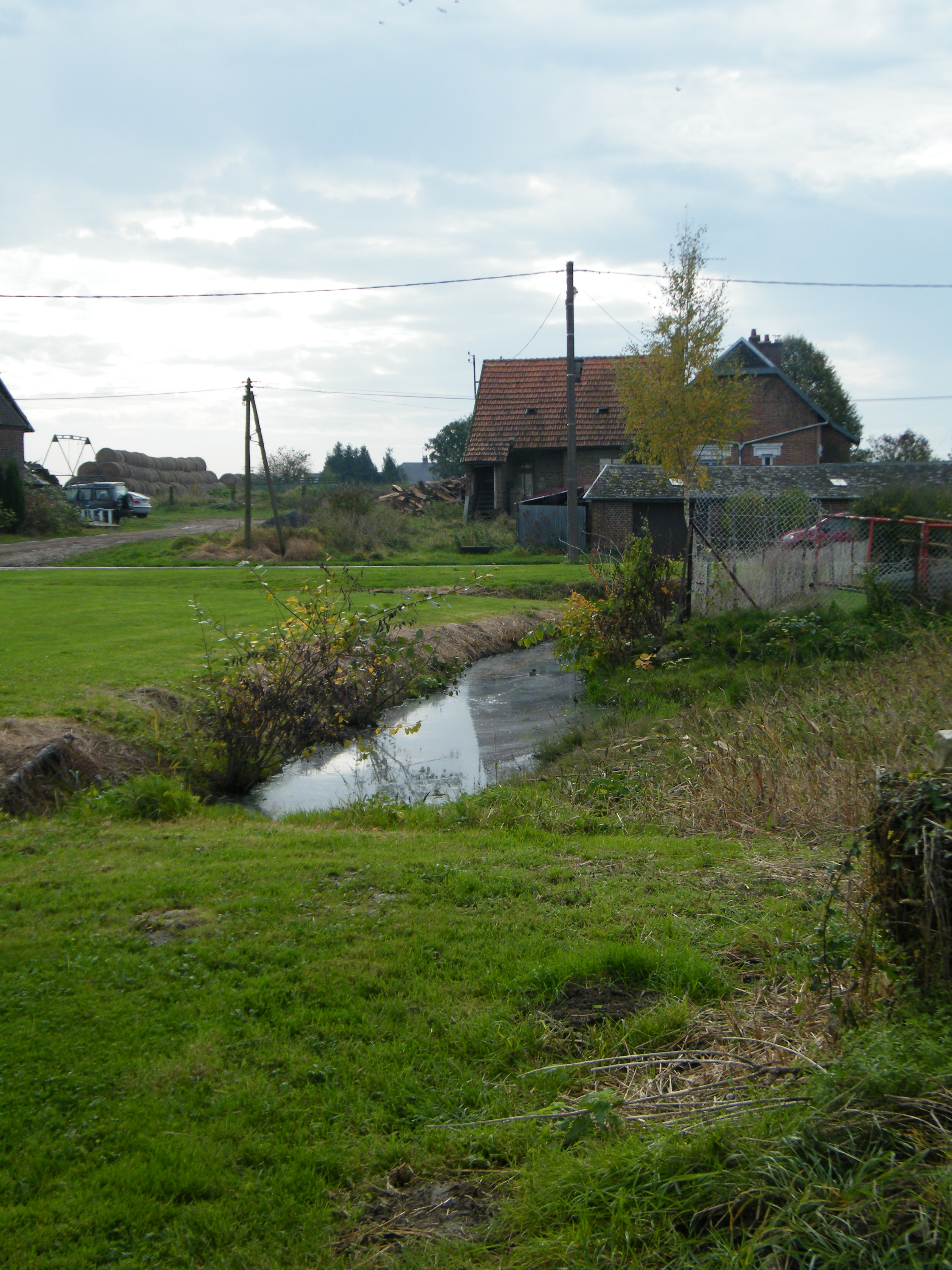

El següent diagrama mostra les poblacions més properes.